# 三氟过氧乙酸
三氟过氧乙酸，简称三氟过乙酸或TFPAA，是三氟乙酸对应的过酸，化学式 CF3COOOH。它有强氧化性，可用于酮的拜耳－维立格氧化反应。它可将氨基氧化为硝基，产率较高。它是有机过氧酸中反应性最高的，能够将相对不活泼的烯烃氧化成环氧化物，而其他过氧酸则不能。三氟过氧乙酸能氧化某些官能团中的氧族元素，例如把硒醚氧化成硒酮。三氟过氧乙酸具有潜在爆炸性，所以不能商购，但可以快速制备。它作为实验室试剂的用途是由威廉·埃蒙斯开创和开发的。

## 性质
在标准情况下，三氟过氧乙酸是沸点 162 °C的无色液体。它可溶于乙腈、二氯甲烷、乙醚和环丁砜，会和水反应。和其它过氧酸一样，三氟过氧乙酸有潜在的爆炸性，需要小心处理。三氟过氧乙酸不可商购，但可以在实验室中合成，在-20 ℃下可以储放几个星期。一些制备方法会产生有残留过氧化氢和三氟乙酸的三氟过氧乙酸，加热这种混合物极其危险，所以在加热前会使用二氧化锰来使过氧化氢发生分解反应以确保安全。

## 制备
三氟过氧乙酸可以由三氟乙酸酐和90%浓过氧化氢水溶液反应而成：
CF
3COOCOCF
3   +   H
2O
2   →   CF
3COOOH   +   CF
3COOH
由于三氟乙酸酐和水反应会产生三氟乙酸，加入过量的三氟乙酸酐可以去除过氧化氢的水溶剂：
CF
3COOCOCF
3   +   H
2O   →   2 CF
3COOH
较稀的30%过氧化氢溶液和三氟乙酸反应，也可以合成三氟过氧乙酸。
CF
3COOH   +   H
2O
2   →   CF
3COOOH   +   H
2O
尿素-过氧化氢加合物和三氟乙酸酐的反应也可以得到三氟过氧乙酸，可以避免处理纯过氧化氢或高浓度过氧化氢溶液的危害。这个制备方法不涉及水，所以产生的三氟过氧乙酸完全无水。这是该反应的优势，因为水在某些氧化反应中会导致副反应。
CF
3COOCOCF
3   +   H
2O
2·CO(NH
2)
2   →   CF
3COOOH   +   CF
3COOH   +   CO(NH
2)
2
三氟乙酸酐和过碳酸钠 2Na
2CO
3·3H
2O
2反应，也可以产生三氟过氧乙酸。如果合成需要缓冲溶液并且可以容忍水的存在，就可以使用这种方法。
3 CF
3COOCOCF
3   +   4 Na
2CO
3·3⁄2H
2O
2   →   6 CF
3COOOH   +   4 Na
2CO
3   +   3 H
2O
三氟过氧乙酸也可以通过原位法合成，使它能与目标底物迅速反应，而不是预先合成试剂供以后使用。

## 用处

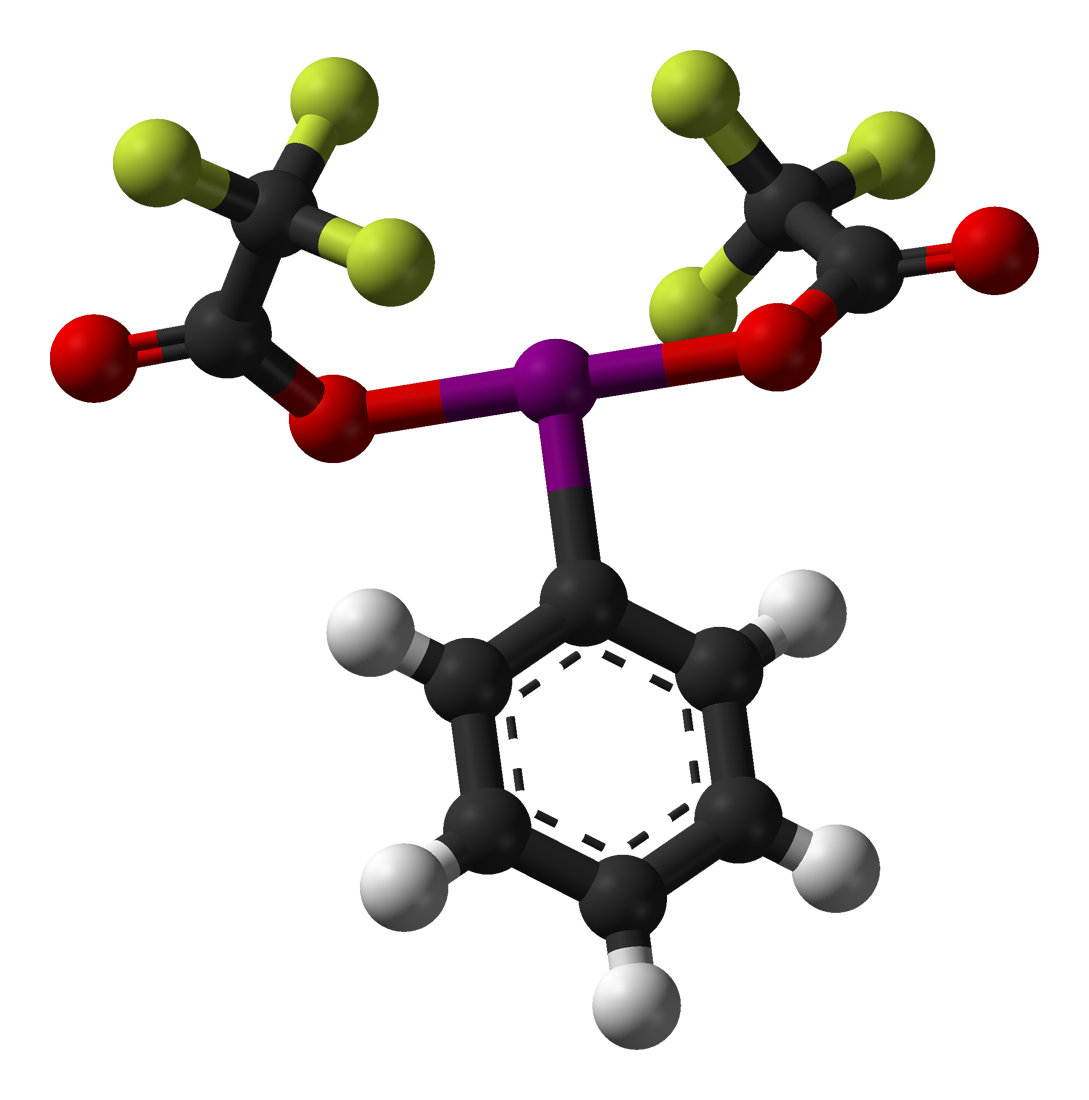
二(三氟乙酸)碘苯，化学式 C_{6}H_{5}I(OOCCF_{3})_{2}

三氟过氧乙酸主要用作氧化剂。1953年9月，《美国化学会志》发表了威廉·埃蒙斯和阿瑟·费里斯的报告，称这种in situ生成的试剂能够将苯胺氧化成硝基苯。在接下来的两年中，埃蒙斯报告了该试剂的制备方法，并在该杂志上发表了六篇关于其应用的手稿。埃蒙斯被人们铭记为三氟过氧乙酸作为实验室试剂的先驱和开发者，此后三氟过氧乙酸已成为许多不同类型合成反应的有用试剂。 
三氟过氧乙酸可以合成超价碘化合物二(三氟乙酸)碘苯 (CF
3COO)
2IC
6H
5，后者可在酸性条件下引起霍夫曼降解反应。这种超价分子可以通过两种方法制备，一种方法是从二(乙酸)碘苯制备，另一种方法则是碘苯和三氟过氧乙酸和三氟乙酸的混合物反应：

### 拜耳－维立格氧化反应

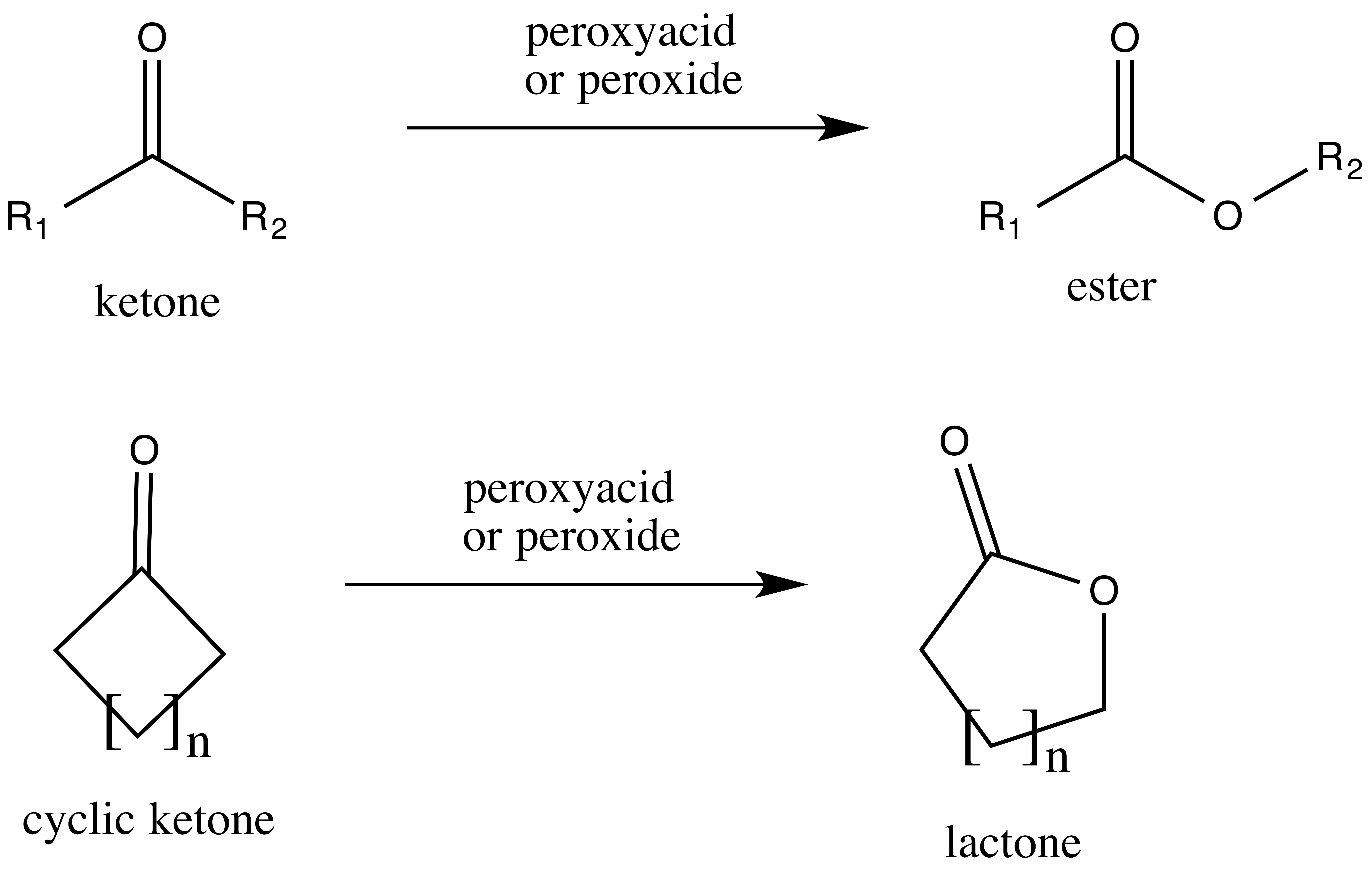
直链和环状酮的拜耳－维立格氧化反应

由于其相对于类似的过氧酸和过氧化物的高酸性，三氟过氧乙酸是拜耳－维立格氧化反应中最强的试剂之一。:17这个反应以于1899年报告此反应的阿道夫·冯·拜尔和维克多·维立格命名，可以把酮氧化成酯或内酯。该反应被认为是通过克里格中间体进行的，并且显示出对氧原子插入位置的良好区域选择性和化学选择性，以及在相邻位置保留立体化学结构。为了防止强酸性的三氟乙酸副产物造成酯产物的水解和酯交换反应，会加入缓冲物质磷酸一氢钠 Na
2HPO
4。

### 环氧化
Prilezhaev反应是用过氧酸把烯烃氧化成环氧化物的反应，该反应于1909年首次报告。这个反应是合成莨菪烷类生物碱莨菪品碱的最后一步。在这种方法中，由九羰基二铁介导的[4+3] 环加成反应用于构建双环骨架，然后用二异丁基氢化铝非对映选择性还原酮来引入羟基官能团，最后用三氟过氧乙酸的Prilezhaev反应环氧化，完成莨菪品碱的合成。
三氟过氧乙酸相对于其它过氧酸的高反应性使得它可以氧化相对缺电子的烯烃（如1-己烯）和α,β-不饱和酯（如丙烯酸甲酯），这些化合物通常可以抵御过氧酸的环氧化。如果在三氟过氧乙酸中加入三氟乙酸，氧化产物就会是邻位的羟基-三氟乙酸基结构，而不是环氧化物。这个结构经过酸性甲醇处理后会转化成二醇，见下图用1-十二烯合成1,2-十二烷二醇的例子：
对于具有邻近羰基官能团的烯丙醇化合物，三氟过氧乙酸产生的环氧化物可发生扩环反应，形成1,3-二氧五环的结构。这个过程用于天然产物neosporol的全合成中：
它的异构体sporol的合成涉及了类似的1,3-二氧五环形成过程。对于这种情况，从过氧化氢合成的三氟过氧乙酸可能含有微量的水，所以氧化产物会是半缩醛，而不是1,3-二氧五环。因此，反应使用的三氟过氧乙酸需要是从尿素-过氧化氢加合物开始合成的无水物，这样才能使1,3-二氧五环成为主要产物。1,3-二氧五环在之后会扩环成sporol中的1,3-二氧六环结构。

### 杂原子的氧化
三氟过氧乙酸可以氧化含有低氧化态杂原子的官能团。常见的情况包括碘的氧化（例如前面提到用碘苯来合成超价碘化合物）、氮、硫和硒。
三氟过氧乙酸能把肟和芳香伯胺氧化成硝基化合物（在有吸电子基的情况下也会被氧化。举个例子，五氟苯胺会被氧化成五氟硝基苯）、把亚硝胺氧化成硝胺以及把亚硝基化合物氧化成硝基化合物或硝胺。举个例子，过氧化氢和三氟过氧乙酸的混合物会把含有亚硝基的4,6-二氨基-5-亚硝基嘧啶-2-硫醇氧化成它的硝基类似物，并把巯基替换成羟基：
三氟过氧乙酸也能氧化氧族元素化合物。视反应条件，三氟过氧乙酸氧化硫醇（R–S–R）的产物会是亚砜（R–S(O)–R）和/或砜（R–S(O)2–R）。类似的硒化合物硒醚（R–Se–R）的氧化只会产生硒代砜（R–Se(O)2–R）而不产生可分离的硒代亚砜（R–Se(O)–R）。当R是芳基时，此反应特别有效。合成亚磺酰氯（RS(O)Cl）的方法是先将对应的硫醇和磺酰氯（SO
2Cl
2）反应，产生硫基氯（RSCl）。之后用三氟过氧乙酸氧化，得到亚磺酰氯，例如下图2,2,2-三氟-1,1-二苯基乙硫醇的反应：
三氟过氧乙酸对噻吩的氧化有两种竞争途径，分别为S-氧化和环氧化。氧化的主要反应是产生亚砜，但这种亚砜会在进一步氧化之前迅速发生类似狄尔斯–阿尔德反应的二聚。反应产物中没有找到任何S-氧化噻吩或S,S-二氧化噻吩。这个二聚体可以继续氧化，使其中一个S-氧化物部分转化成S,S-二氧化物。三氟过氧乙酸对噻吩的氧化还可能发生Prilezhaev环氧化反应，产物是迅速重排成异构体噻吩-2-酮的噻吩-2,3-环氧化物。化学捕捉实验证明环氧化途径不是S-氧化物中间体的副反应，而同位素标记实验证明该环氧化物发生了1,2-负氢迁移（NIH重排反应），涉及阳离子中间体。这个反应中三氟过氧乙酸的制备方法很重要，因为制备过程产生的水会抑制环氧化反应，可能是因为它充当了竞争碱。

### 重排氧化
三氟过氧乙酸和三氟化硼一起使用，对烯烃和芳香环的氧化反应就伴随着分子骨架的重排反应。
对于烯烃，它的氧化产物是酮，不过反应机理不是简单的环氧化后发生BF3催化的瓦格纳－梅尔外因重排反应：
对于芳香环的氧化，在《有机合成》中的一个例子是六甲苯氧化成2,3,4,5,6,6-六甲基-2,4-环己二烯酮：

### 芳香环的氧化断裂
除了把芳香环氧化成羰基化合物（见重排氧化章节）以外，三氟过氧乙酸还能使芳香环的碳-碳键完全断裂。在烷基芳香烃的氧化反应中，其它氧化剂会断裂烷基部分并产生苯甲酸和相关化合物，而三氟过氧乙酸则会留下烷基并断裂芳香环。
这种对于某些键的选择性使其可用于分解例如煤的复杂碳氢化合物混合物，以确定结构细节。
含有杂原子的芳香系统对这种开环反应有抵抗力，因为杂原子的氧化会优先发生，使三氟过氧乙酸的亲电攻击对芳香环失效。举个例子，嘌呤、吡啶和喹啉会先形成N-氧化物，而像是八氟二苯并噻吩的含硫杂环会被转化成砜。
含有活化基团的芳香环会被氧化成酚，而不是发生开环反应。举个例子，均三甲苯和三氟过氧乙酸反应的产物是均三甲苯酚（2,4,6-三甲基苯酚）。研究人员试图通过7-氧化脱乙酰氨基秋水仙素的拜耳－维立格氧化反应合成内酯，虽然反应不成功，但实现了对芳香环氧化高产率生产酚的反应：